# Convención Solidaria de Malasia
La Convención Solidaria de Malasia o MCS fue una coalición política informal establecida en Malasia en 1963 por el Partido de Acción Popular de Lee Kuan Yew (cuando Singapur era todavía parte de Malasia) y disuelta en 1965, luego de su derrota en las elecciones de 1964 y la expulsión de Singapur de la Federación el 9 de agosto de 1965. Se oponía firmemente a la implementación del Artículo 153 de la Constitución Federal que otorgaba beneficios para los malayos y otros pueblos indígenas. El MCS afirmaba que el Artículo 153 discriminaba al resto de la población de Malasia y trataba de imponer el Ketuanan Melayu (dominación malaya).
El lema de la coalición fue "Malasia Malasia" (es decir Malasia Malaya) refiriéndose a que todos los nacidos en dicha región eran ciudadanos de Malasia y no debía existir ninguna distinción. Estaba compuesto por el PAP, el Partido Progresista Popular (PPP) y el Partido Democrático Unido, todos partidos multirraciales. Participó únicamente en las elecciones federales de 1964, donde quedó en cuarto lugar con el 9% de los votos y 4 escaños (17 contando los 13 que el PAP designó en Singapur). Tras la expulsión de Singapur de la Federación, la coalición se disolvió el 9 de agosto de 1965.